# 金凤藤属
金凤藤属（学名：Dolichopetalum）是萝藦科下的一个属，为藤状灌木植物。该属仅有金凤藤（Dolichopetalum kwangsiense）一种，分布于中国广西和贵州。